# Emirates Cup (football)
Pour les articles homonymes, voir Emirates Cup.

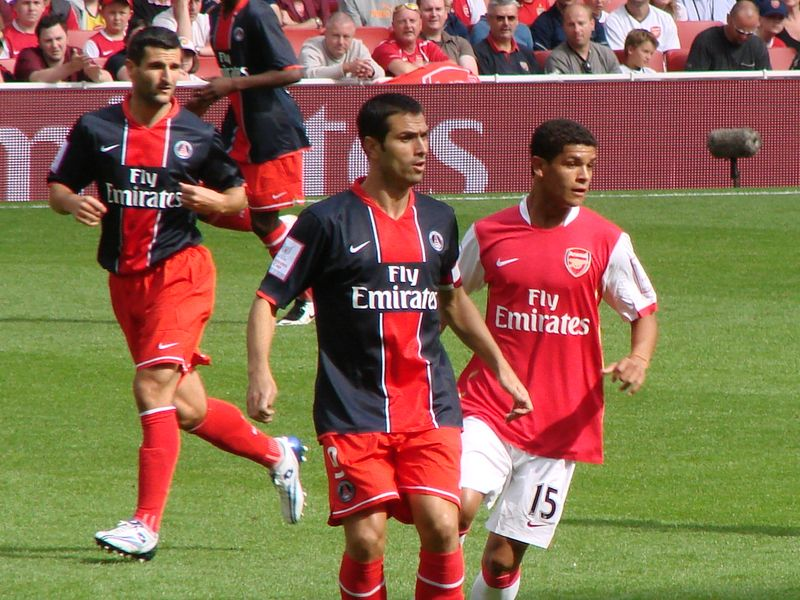
Pauleta (centre) et Pierre-Alain Frau (gauche) du PSG contre Denílson d'Arsenal lors de l'édition 2007

L’Emirates Cup est une compétition estivale européenne de football organisée depuis 2007 par le club d'Arsenal à Londres, en Angleterre.
Jusqu'en 2017, elle se dispute sur deux jours et a lieu peu de temps avant le début de la saison toujours à l'Emirates Stadium.

## Histoire
La première édition du tournoi s'est déroulée les 28 et 29 juillet 2007. Elle a accueilli le Paris Saint-Germain, l'Inter Milan et Valence CF en plus d'Arsenal. Initialement, le Hambourg SV devait participer, mais le club, qualifié en Coupe Intertoto, n'a pu prendre part au tournoi et fut remplacé par Valence. Cette édition a été remportée par l'équipe hôte de la compétition, Arsenal, grâce à deux victoires en deux matchs. Avec deux buts marqués, le Parisien Peguy Luyindula termine meilleur buteur de cette première édition.
L'année suivante, la Juventus, Hambourg et le Real Madrid sont les invités. Le tournoi a lieu les 2 août 2008 et 3 août 2008. Toutes les équipes terminent avec une victoire et une défaite, mais le club de Hambourg est déclaré vainqueur.
En 2009, le Paris Saint-Germain, invité pour la seconde fois, les Glasgow Rangers et l'Atlético Madrid prennent part à la compétition les 1er et 2 août 2009. Comme en 2007, le club local d'Arsenal remporte le trophée.
Pour l'édition 2010 du tournoi, l'Olympique lyonnais, le Celtic Glasgow et l'AC Milan sont les invités. La compétition s'est tenue le 31 juillet et le 1er août 2010 et permet à Arsenal de remporter une troisième victoire.
L'édition 2011 regroupe les clubs d'Arsenal, du Paris Saint-Germain (invité pour la troisième fois) de Boca Juniors et des Red Bulls de New York. Elle a eu lieu le 30 et 31 juillet 2011 et fut remportée par les Red Bulls de New York.
L'édition 2012 n'a pas lieu en raison des Jeux olympiques de Londres de 2012 a déclaré Ivan Gazidis directeur d'Arsenal.
En 2013, le tournoi reprend avec comme participants outre Arsenal, Galatasaray, le FC Porto et le SSC Naples. Cette édition s'est déroulée du 3 au 4 août 2013. Galatasaray termine champion de la compétition.
En 2014, les clubs de Valence (déjà invité en juillet 2007), de l'AS Monaco, ancien club d'Arsène Wenger et du Benfica Lisbonne sont les invités de cette septième édition. Valence remporte l'édition.
En 2015, l'Olympique lyonnais (déjà invité en juillet 2010), le VfL Wolfsbourg et le Villarreal CF sont les invités. Arsenal remporte l'édition, la première fois après cinq ans. C'est la quatrième fois qu'Arsenal remporte le tournoi.
En 2017, le Benfica Lisbonne (déjà invité en août 2014), le RB Leipzig et le Séville FC sont les invités. Arsenal remporte son cinquième trophée malgré la défaite contre le Séville FC grâce à un plus grand nombre de buts marqués pendant le tournoi.
L'édition 2018 n'a pas lieu en raison de la participation d'Arsenal à l'International Champions Cup (ICC).
En 2019, le tournoi change de format en se disputant sur une seule journée et voyant s'opposer deux équipes féminines. L'équipe masculine d'Arsenal affronte l'Olympique lyonnais tandis que l'équipe féminine reçoit le Bayern Munich. Arsenal Women s'incline face aux Bavaroises sur le score de 1-0. L’OL bat, de son côté, l'équipe masculine sur le score de 2-1. Les deux équipes locales perdent donc le tournoi.

## Format
Arsenal est traditionnellement accompagné d'une autre équipe sponsorisée par Fly Emirates (Paris en 2007, 2009 et 2011 ; Hambourg en 2008 et Milan en 2010).
Chaque équipe participe à deux rencontres. Trois points sont accordés en cas de victoire, un point en cas de match nul, ainsi qu'un point de bonus par but inscrit, de la même manière que pour le Tournoi d'Amsterdam. En 2011, le point de bonus par but inscrit disparaît. En 2013, le point de bonus par but inscrit est réintroduit.

## Trophée
Le trophée décerné au vainqueur du tournoi a été créé par Thomas Fattorini, dont la famille produit les trophées pour le football anglais depuis 1827. Il a été décerné pour la première fois au club hôte d'Arsenal le 29 juillet 2007. Il est en argent et repose sur un socle massif. Il est composé de deux poignées dont la forme représente les courbes de l'Emirates Stadium. Le logo de l'Emirates Stadium y est représenté.

## Palmarès
| 2007 | Arsenal FC            | Paris Saint-Germain | Valence CF         | Inter Milan         |
| 2008 | Hambourg SV           | Real Madrid         | Arsenal FC         | Juventus            |
| 2009 | Arsenal FC            | Glasgow Rangers     | Atlético Madrid    | Paris Saint-Germain |
| 2010 | Arsenal FC            | Olympique lyonnais  | Celtic Glasgow     | Milan AC            |
| 2011 | Red Bulls de New York | Paris Saint-Germain | Arsenal FC         | Boca Juniors        |
| 2012 : pas de compétition en raison des Jeux olympiques d'été de 2012                                      |                       |                     |                    |                     |
| 2013 | Galatasaray           | FC Porto            | Arsenal FC         | SSC Naples          |
| 2014 | Valence CF            | Arsenal FC          | AS Monaco          | Benfica Lisbonne    |
| 2015 | Arsenal FC            | Villarreal CF       | VfL Wolfsburg      | Olympique lyonnais  |
| 2016 : pas de compétition en raison de l'Euro 2016 et de la rénovation de la pelouse                       |                       |                     |                    |                     |
| 2017 | Arsenal FC            | Séville FC          | RB Leipzig         | Benfica Lisbonne    |
| 2018 : pas de compétition en raison de la participation d'Arsenal à l'International Champions Cup          |                       |                     |                    |                     |
| Édition | Vainqueur             | Finaliste           | Vainqueur femmes   | Finaliste femmes    |
| 2019 | Olympique lyonnais    | Arsenal FC          | Bayern Munich      | Arsenal WFC         |
| 2020 : pas de compétition en raison de la Pandémie de Covid-19 et de la fin de saison de la Premier League |                       |                     |                    |                     |
| Édition | Vainqueur             | Vainqueur           | Finaliste          | Finaliste           |
| 2022 | Arsenal FC            | Arsenal FC          | Séville FC         | Séville FC          |
| 2023 | Arsenal FC            | Arsenal FC          | AS Monaco          | AS Monaco           |
| 2024 | Arsenal FC            | Arsenal FC          | Olympique lyonnais | Olympique lyonnais  |

## Participations par club

### Hommes
| Club                  | Premier                                        | Deuxième   | Troisième        | Quatrième  | Participation(s) |
| --------------------- | ---------------------------------------------- | ---------- | ---------------- | ---------- | ---------------- |
| Arsenal FC            | 2007, 2009, 2010, 2015, 2017, 2022, 2023, 2024 | 2014, 2019 | 2008, 2011, 2013 |            | 13               |
| Olympique lyonnais    | 2019                                           | 2010, 2024 |                  | 2015       | 4                |
| Valence CF            | 2014                                           |            | 2007             |            | 2                |
| Hambourg SV           | 2008                                           |            |                  |            | 1                |
| Red Bulls de New York | 2011                                           |            |                  |            | 1                |
| Galatasaray           | 2013                                           |            |                  |            | 1                |
| Paris Saint-Germain   |                                                | 2007, 2011 |                  | 2009       | 3                |
| Séville FC            |                                                | 2017, 2022 |                  |            | 2                |
| Real Madrid           |                                                | 2008       |                  |            | 1                |
| Glasgow Rangers       |                                                | 2009       |                  |            | 1                |
| FC Porto              |                                                | 2013       |                  |            | 1                |
| Villarreal CF         |                                                | 2015       |                  |            | 1                |
| Atlético Madrid       |                                                |            | 2009             |            | 1                |
| Celtic Glasgow        |                                                |            | 2010             |            | 1                |
| AS Monaco             |                                                | 2023       | 2014             |            | 2                |
| VfL Wolfsburg         |                                                |            | 2015             |            | 1                |
| RB Leipzig            |                                                |            | 2017             |            | 1                |
| Benfica Lisbonne      |                                                |            |                  | 2014, 2017 | 2                |
| Inter Milan           |                                                |            |                  | 2007       | 1                |
| Juventus              |                                                |            |                  | 2008       | 1                |
| Milan AC              |                                                |            |                  | 2010       | 1                |
| Boca Juniors          |                                                |            |                  | 2011       | 1                |
| SSC Naples            |                                                |            |                  | 2013       | 1                |

### Femmes
| Club          | Premier | Deuxième | Participation |
| ------------- | ------- | -------- | ------------- |
| Bayern Munich | 2019    |          | 1             |
| Arsenal FC    |         | 2019     | 1             |

## Statistiques
- Plus large victoire : 6 buts d'écart
  - Arsenal FC 6-0 Olympique lyonnais (2015)
  - Arsenal FC 6-0 Seville FC (2022)
- Plus grand nombre de points : 13 points
  - Arsenal FC (2015)
- Meilleure attaque : 7 buts
  - Arsenal FC (2015)
- Meilleure différence de buts : +7
  - Arsenal FC (2015)
- Pire différence de buts : -8
  - Olympique lyonnais (2015)
- Plus grand nombre de buts sur un match : 7 buts
  - Arsenal FC 5-2 Benfica Lisbonne (2017)

### Meilleurs buteurs
4 buts : Yaya Sanogo, Theo Walcott
3 buts : Robin van Persie, Olivier Giroud
2 buts : Peguy Luyindula, Ivica Olić, Andreï Archavine, Jack Wilshere, Goran Pandev, Didier Drogba, Aaron Ramsey, Alex Iwobi, Moussa Dembélé
1 but : Nicklas Bendtner, Amara Diané, Mathieu Flamini, Jaime Gavilán, Aliaksandr Hleb, David N'Gog, David Suazo, David Villa, Paolo Guerrero, David Trezeguet, Emmanuel Adebayor, Mohamed Zidan, Dani Parejo, Madjid Bougherra, German Pacheco, Ludovic Giuly, Sergio Agüero, Eduardo, Garry Hooper, Marouane Chamakh, Carlos Vela, Bacary Sagna, Samir Nasri, Michel Bastos, Harry Novillo, Jimmy Briand, Yeóryos Samarás, Daryl Murphy, Ki Sung-yong, Alexandre Pato, Marco Borriello, Pablo Mouche, Lucas Viatri, Joel Lindpere, Marcos Ceará, Guillaume Hoarau, Jean-Eudes Maurice, Felipe Melo, Laurent Koscielny, Lorenzo Insigne, Nabil Ghilas, Licá, Paco Alcacer, Lucas Ocampos, Joel Campbell, Nicolas Gaitán, Derley, José Gayà, Pablo Piatti, Andrés Guardado, Radamel Falcao, Ivan Perišić, Mario Gaspar, Matias Nahuel, Alex Oxlade-Chamberlain, Mesut Özil, Santi Cazorla, Bruno Soriano, Baptistão, Franco Cervi, Eduardo Salvio, Marcel Halstenberg, Marvin Compper, Alexandre Lacazette, Joaquin Correa, Steven N'Zonzi, Pierre-Emerick Aubameyang
Buts csc : Kyle Bartley, Federico Fernández, Ricardo Carvalho, Ruben Vezo, Lisandro López

### Meilleures buteuses
1 but : Melanie Leupolz